# Teatrul idiș
Teatrul idiș este teatrul scris și interpretat la origine de evrei în limba idiș, limba proprie, bazată pe un dialect german medieval și vorbită vreme de sute de ani de evreii așkenazi, mai ales din Europa centrală și de est.
Teatrul idiș a cunoscut un vast repertoriu original, de la operete și comedii muzicale, spectacole de revistă satirice și nostalgice, drame naturaliste, piese moderne și expresioniste, precum și un repertoriu tradus din alte limbi. În perioada sa de maximă înflorire, de la sfârșitul secolului al XIX-lea și până în primii ani ai celui de-al Doilea Război Mondial, teatrul profesional idiș putea fi întâlnit  pe o larga arie geografică, în principalele zone urbane populate de evrei în Europa de est și centrală, dar și în orașe mari având locuitori evrei, ca Berlin, Londra, Paris, Buenos Aires, New York City.
Rădăcinile teatrului idiș se leagă de spectacolele satirice și parodice tradiționale care erau puse în scenă, după tradiție, de sărbătoarea carnavalului de Purim, cunoscute sub numele de Purimșpil. De asemenea, în unele particularități ale sale, teatrul idiș  are elemente comune cu dansurile grotești precum Dansul Morții, cu muzica sinagogală a cantorilor din sinagogi, cu cântecele evreiești laice populare și improvizațiile dramatice, și arta povestirii de glume și snoave, cu cultura evreiască literară care s-a deșteptat mai ales în perioada luminismului evreiesc Haskala, și a fost influențată de tradițiile teatrale ale diverselor popoare europene cu care evreii au conviețuit. 
Israil Bercovici a afirmat ca prin teatrul idiș, cultura evreiască a intrat într-un dialog cu lumea exterioară, atât prin propria ei reprezentare pe scenă, cât și prin importul pieselor de teatru de la celelalte culturi. 
Producțiile de teatru în idiș tratau adesea teme precum emigrația, asimilarea, conflictele dintre tradiție și modernitate, conflictele sociale. 